# Jon Ekstrand
Jon Ekstrand (Tumba, 14 dicembre 1976) è un compositore svedese di colonne sonore per il cinema.
È noto soprattutto per la sua collaborazione con il regista Daniel Espinosa, del quale ha curato le musiche di tutti i film.

## Filmografia parziale
- Snabba Cash, regia di Daniel Espinosa (2010)
- Snabba Cash II, regia di Babak Najafi (2012)
- Child 44 - Il bambino numero 44 (Child 44), regia di Daniel Espinosa (2015)
- Life - Non oltrepassare il limite (Life), regia di Daniel Espinosa (2017)
- Borg McEnroe, regia di Janus Metz Pedersen (2017)
- Dronningen, regia di May el-Thouky (2019)
- I Am Greta - Una forza della natura (I Am Greta), regia di Nathan Grossman (2020)
- Margherita - Regina del Nord (Margrete den første), regia di Charlotte Sieling (2021)
- Morbius, regia di Daniel Espinosa (2022)
- La cena delle spie (All the Old Knives), regia di Janus Metz Pedersen (2022)
- Madame Luna, regia di Daniel Espinosa (2024)
- Vogter, regia di Gustav Möller (2024)